# Uhlanga the Mark
Uhlanga the Mark, también conocida como Uhlanga: The Mark es una película dramática sudafricana de 2012 producida, escrita y dirigida por Ndaba Ka Ngwane en su debut como director. Es protagonizada por Sbo Da Poet, Thuli Mhlongo y la galardonada DJ Linda Sibiya en su debut como actriz. La música de fondo fue compuesta por Khulekani Zondi, también a cargo de la cinematografía y edición. El tema de la película se basa en la violencia y pobreza rural en la Sudáfrica moderna. Se realizó con un bajo presupuesto y se estrenó el 15 de julio de 2012. Recibió elogios de la crítica por su guion, efectos visuales y cinematografía. También se estrenó en festivales de cine internacionales en Sudáfrica, Reino Unido, Italia y Alemania. Durante su recorrido ganó distintos premios y nominaciones en festivales internacionales de cine.

## Sinopsis
Khaba Mkhize (Sbo Da Poet) es un niño que junto con su madre y hermanas tiene que mudarse a una casa recién construida al morir su padre. Acosado y discriminado en la escuela, conoce a Nokuthula Khumalo (Thuli Mhlango), una chica de 17 años de una familia acomodada que esconde un oscuro secreto. Mandla Thabete (Linda Sibiya) pertenece a los niveles más bajos siendo un agricultor de caña de azúcar que pierde su trabajo, pero enfrenta las adversidades con valor. Un día, los tres jóvenes se encuentran y forman una alianza.

## Recepción de la crítica
Fue seleccionada como película de apertura en el Festival de Cine de África en Movimiento en noviembre de 2012. Se proyectó en el Festival Internacional de Cine de Durban 2012 el 31 de mayo y también tuvo su estreno en Reino Unido, Italia y Alemania durante octubre de 2012.
Igualmente se proyectó en el Glasgow Film Theatre el 28 de octubre de 2012.

## Premios y nominaciones
Fue nominada en cinco categorías en los Premios de la Academia de Cine de África de 2013 y ganó el Premio a la Mejor Fotografía. Además, ganó cinco premios en el Festival Internacional de Cine de Zanzíbar de 2012, incluido el Premio Golden Dhow, el Premio Ousmane Sembene, el Premio Verona y el Premio Internacional Signis.
| Año  | Premio                                      | Categoría                | Resultado |
| ---- | ------------------------------------------- | ------------------------ | --------- |
| 2013 | IX Premios de la Academia de Cine de África | Mejor edición            | Nominado  |
| 2013 | IX Premios de la Academia de Cine de África | Mejor maquillaje         | Nominado  |
| 2013 | IX Premios de la Academia de Cine de África | Mejores efectos visuales | Nominado  |
| 2013 | IX Premios de la Academia de Cine de África | Mejor Cinematografía     | Ganador   |
| 2013 | IX Premios de la Academia de Cine de África | Mejor actor joven        | Nominado  |